# Campbell (Californie)
Pour les articles homonymes, voir Campbell.
Campbell (en anglais [ˈkæmbəl]) est une municipalité du comté de Santa Clara, en Californie, en périphérie sud de la Silicon Valley. Au recensement de 2010, la ville comptait 39 349 habitants. C'est une ville résidentielle plutôt que high-tech, mais elle a toutefois vu les débuts de eBay.
La ville est desservie par le tramway, et, grâce sa proximité avec San José, il ne faut qu'une heure de train pour arriver à San Francisco (Caltrain).

## Histoire

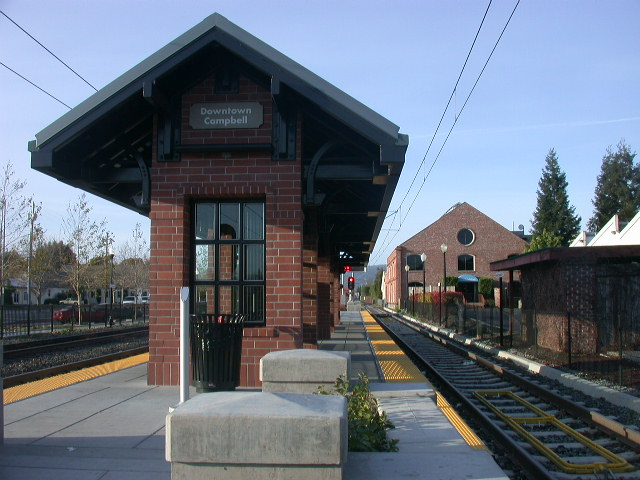
Gare VTA de Campbell.

Campbell a été fondée par Benjamin Campbell. Ce dernier est venu en Californie avec son père William Campbell en 1846. William se mit à la tête d'un moulin dans la ville de Saratoga. En 1851, son fils Benjamin acheta des terres (0,65 km2) dans le but de les cultiver. Ce terrain devint plus tard le centre-ville historique de Campbell. En 1839, près d'un tiers de Campbell appartenait au ranch Rinconada de Los Gatos.
En 1878, Campbell vend son terrain pour 5 $US/acre à la compagnie de chemin de fer. En 1887, on commence à construire la ville sur ce qui correspond aujourd'hui à Campbell Ave et le Water Tower Plaza.
La compagnie des producteurs de fruits de Campbell commença à avoir une bonne réputation et dans un laps de temps très court Campbell devint un centre ferroviaire très important, puisque de là partait la production. La banque de Campbell fut fondée en 1895.
Campbell devint officiellement une ville en 1952. L'urbanisation se fit au détriment des nombreux vergers. Aujourd'hui, Campbell est une ville résidentielle.

## Démographie
| Groupe            | Campbell | Californie | États-Unis |
| ----------------- | -------- | ---------- | ---------- |
| Blancs            | 66,9     | 57,6       | 72,4       |
| Asiatiques        | 16,1     | 13,1       | 4,8        |
| Autres            | 6,9      | 17,0       | 6,2        |
| Métis             | 6,1      | 4,9        | 2,9        |
| Afro-Américains   | 2,9      | 6,2        | 12,6       |
| Amérindiens       | 0,7      | 1,0        | 0,9        |
| Océaniens         | 0,4      | 0,4        | 0,2        |
| Total             | 100      | 100        | 100        |
|                   |          |            |            |
| Latino-Américains | 18,4     | 37,6       | 16,7       |

Selon l’American Community Survey, pour la période 2011-2015, 69,39 % de la population âgée de plus de 5 ans déclare parler anglais à la maison, alors que 11,36 % déclare parler l'espagnol, 3,99 % une langue chinoise, 2,18 % le russe, le vietnamien, 1,49 % le serbo-croate, 1,07 % le japonais, 0,95 % le persan, 0,85 % le tagalog, 0,79 % le coréen 0,71 % l'hébreu, 0,62 % l'hindi, 0,57 % le français, 0,54 % l'hébreu et 3,43 % une autre langue.
| 1960   | 1970   | 1980   | 1990   | 2000   | 2010   |
| ------ | ------ | ------ | ------ | ------ | ------ |
| 11 863 | 23 797 | 26 843 | 36 048 | 38 138 | 39 349 |

## Géographie
Campbell est entourée au nord et à l'est par San José et au sud par Los Gatos. La ville s'étend sur 14,8 km2, dont 0,3 km2 est recouvert d'eau (Los Gatos Creek, San Tomas Creek…).
La State Route 17 suit à peu près la Los Gatos Creek sur son côté Est, la State Route 85 traverse Campbell d'Est en Ouest de Los Gatos jusqu'au sud-ouest de la ville.

## Transport
Campbell est desservie par des routes majeures, ce qui inclut l'autoroute 17 (Highway 17), la Route 85 et la voie express Saint Thomas (San Tomas Expressway). Elle dispose d'artères importantes comme le Boulevard Winchester et l'avenue Bascom.
Le transport public est exploité par la Santa Clara Valley Transportation Authority, et inclut tout un réseau de bus locaux et express reliant la ville aux autres villes limitrophes (Cupertino, Los Gatos, Palo Alto, San Jose, Santa Clara et Saratoga). La ville est desservie par trois lignes de tramway. Le réseau de Tram devrait s'agrandir dans les années à venir, et dès que les finances le permettront, Los Gatos devrait être desservie (service actuellement assuré par bus). Cette extension est un sujet de disputes avec l'administration fédérale du chemin de fer en raison du bruit engendré par les trains.

## Politique
Au niveau du comté, Campbell est située dans la 4e circonscription. La ville est représentée à l'assemblée du Comté de Santa Clara par le superviseur Ken Yeager. Dans la législation de l'État, Campbell est située dans le 11e district du Sénat, et est représentée par le démocrate Scott Wiener, et à l'assemblée du district par Jim Beall.
D'un point de vue fédéral, la ville est dans le 15e district de Californie, et est représentée par le démocrate Eric Swalwell. La ville est représentée par le conseil municipal qui élit le maire et le vice maire tous les ans. En décembre 2009, Evan Low et Jason Baker sont élus respectivement maire et vice maire.

## Économie

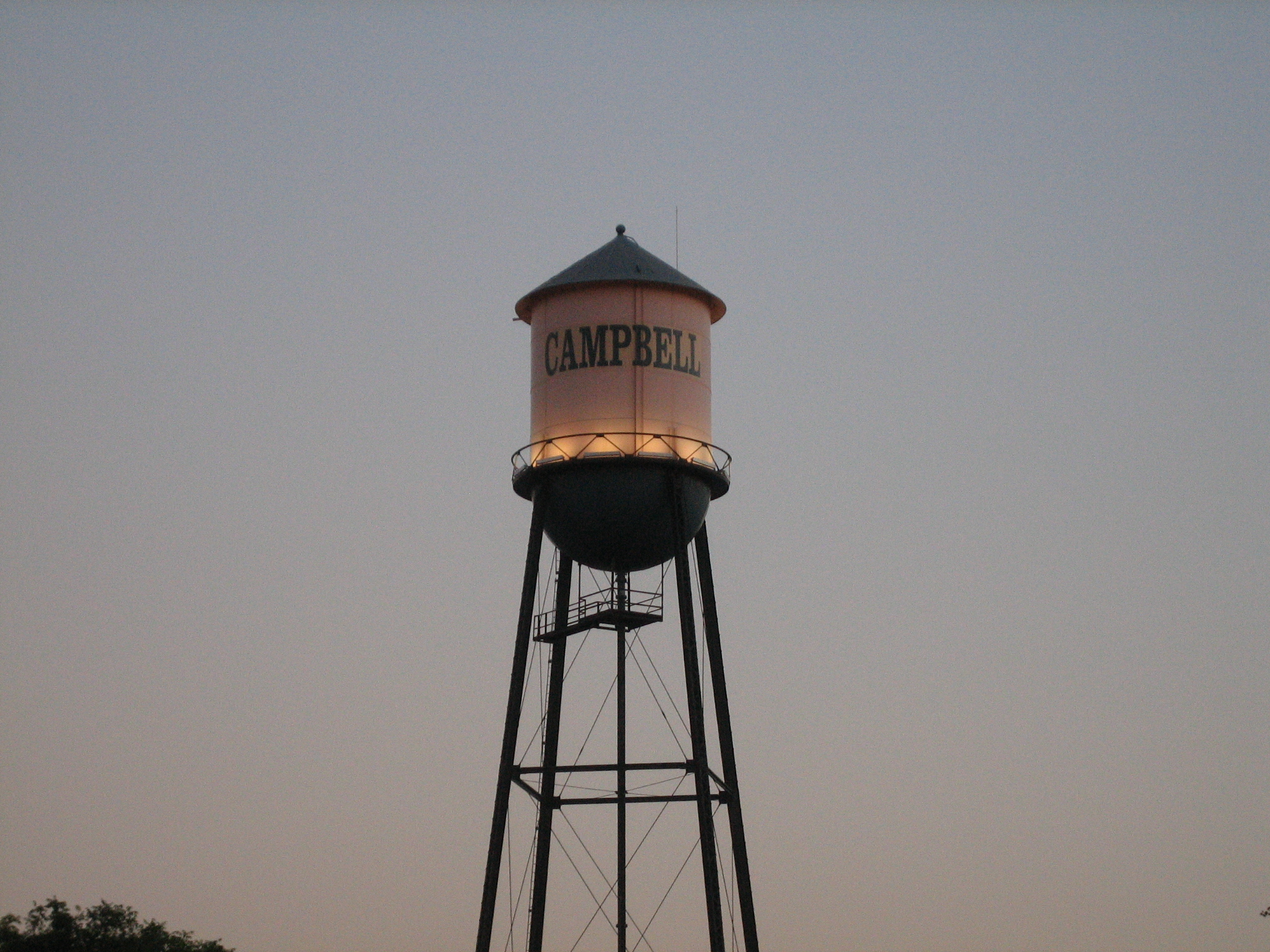
Château d'eau de Campbell

Barracuda Networks, Move et YouSendIt sont les entreprises principales basées à Campbell ; on y trouve aussi ChargePoint.

### Business et immobilier
Bien que la ville soit avant tout résidentielle, il existe quelques grands centres commerciaux ainsi que des centres d'affaires à Campbell (PruneYard Shopping Center). Fry's Electronics et The Home Depot sont parmi les plus gros employeurs de la ville.
La population habite majoritairement dans des maisons. Mais on compte quelques immeubles et condominiums. Les maisons ont une ou deux salles de bain, et de trois à quatre chambres. Leur surface est comprise entre 93 m2 et 150 m2. Les terrains mesurent en général autour de 560 m2. Les maisons ont été construites pendant la période 1950-1970, dans le centre-ville le bâtiment est plus ancien. Les appartements sont quant à eux essentiellement situés dans le nord, sur les avenues Hamilton et Campbell.
Le centre-ville est situé près de l'avenue de Campbell, proche de la voie ferrée. On y trouve des magasins et des restaurants. Le plus ancien bâtiment commercial a été construit dans les années 1920, originellement pour la banque Grower. Il devient ensuite un cinéma en 1938, puis en 1968 devient un café-théâtre.
En octobre 2006, le prix médian des condominiums et des maisons se situe autour de 700 000 $, et le prix au mètre carré à 5 000 $ (source San Jose Mercury News).

### Principaux employeurs
Chiffres issus du rapport financier de Campbell en 2010[réf. nécessaire].
| #  | Employeur                      | # d'employés |
| -- | ------------------------------ | ------------ |
| 1  | Fry's Electronics              | 287          |
| 2  | Whole Foods Market             | 250          |
| 3  | Barracuda Networks             | 210          |
| 4  | Home Depot                     | 209          |
| 5  | Mohler, Nixon & Williams       | 178          |
| 6  | Ville de Campbell              | 164          |
| 7  | Safeway                        | 159          |
| 8  | Durham School Services         | 143          |
| 9  | Pacific NetSoft                | 138          |
| 10 | Signature Building Maintenance | 136          |

## Éducation
La bibliothèque municipale est régie par la bibliothèque du comté de Santa Clara.

## Points d'intérêt
- Au début des années 1990, la Maison Ainsley, une maison de style Tudor de 1925, a été déménagé de son site original (là ou se trouve eBay aujourd'hui) pour rejoindre le centre-ville. Cette maison a été construite dans un style anglais provincial par John Colpitts Ainsley, un pionnier de la conserverie de comté de Santa Clara.
- La mairie de Campbell est situé dans le Nord-Ouest des avenues Winchester et Campbell, dans un édifice qui fut autrefois le lycée de Campbell. Les séquoias présents sont d'ailleurs un héritage important du passé, puisqu’ils ont été plantés en 1903 par le président Teddy Roosevelt. Ils ont été rachetés par la ville en 1985, soit cinq ans après la fermeture du lycée. Le cinéma « Heritage theater » (autrefois le théâtre du lycée) a été rénové et rouvert en 2004.
- Pendant des années, Campbell a développé un programme sportif efficace pour les jeunes dans le domaine du baseball, ce qui lui a permis d'atteindre 14 fois les World series de 1960 à 1987. En 1962 d'ailleurs, Campbell est la seule équipe du Nord de la Californie à gagner une Little League World series. En 2009, un livre sur la culture du baseball à Campbell « the last baseball town » est écrit par Chuck Hildebrand.
- En 1975, le maire Rusty Hammer devient le plus jeune maire de l'histoire des États-Unis
- Le cocktail de fruits a été inventé à Campbell.
- Le chanteur et guitariste Lars Frederiksen du groupe de punk Rancid a grandi à Campbell, et il mentionne fréquemment la ville dans ses chansons.

## Personnalités
- Lars Frederiksen de Rancid et de Lars Frederiksen & The Bastards
- Dave Meltzer, éditeur
- Billy Wilson, joueur de football (1951-1960)
- Craig Morton, joueur de football (1965-1982)
- Joe Staley, joueur au San Francisco 49ers, (2007 - )